# Kalkoven bij Curfsgroeve

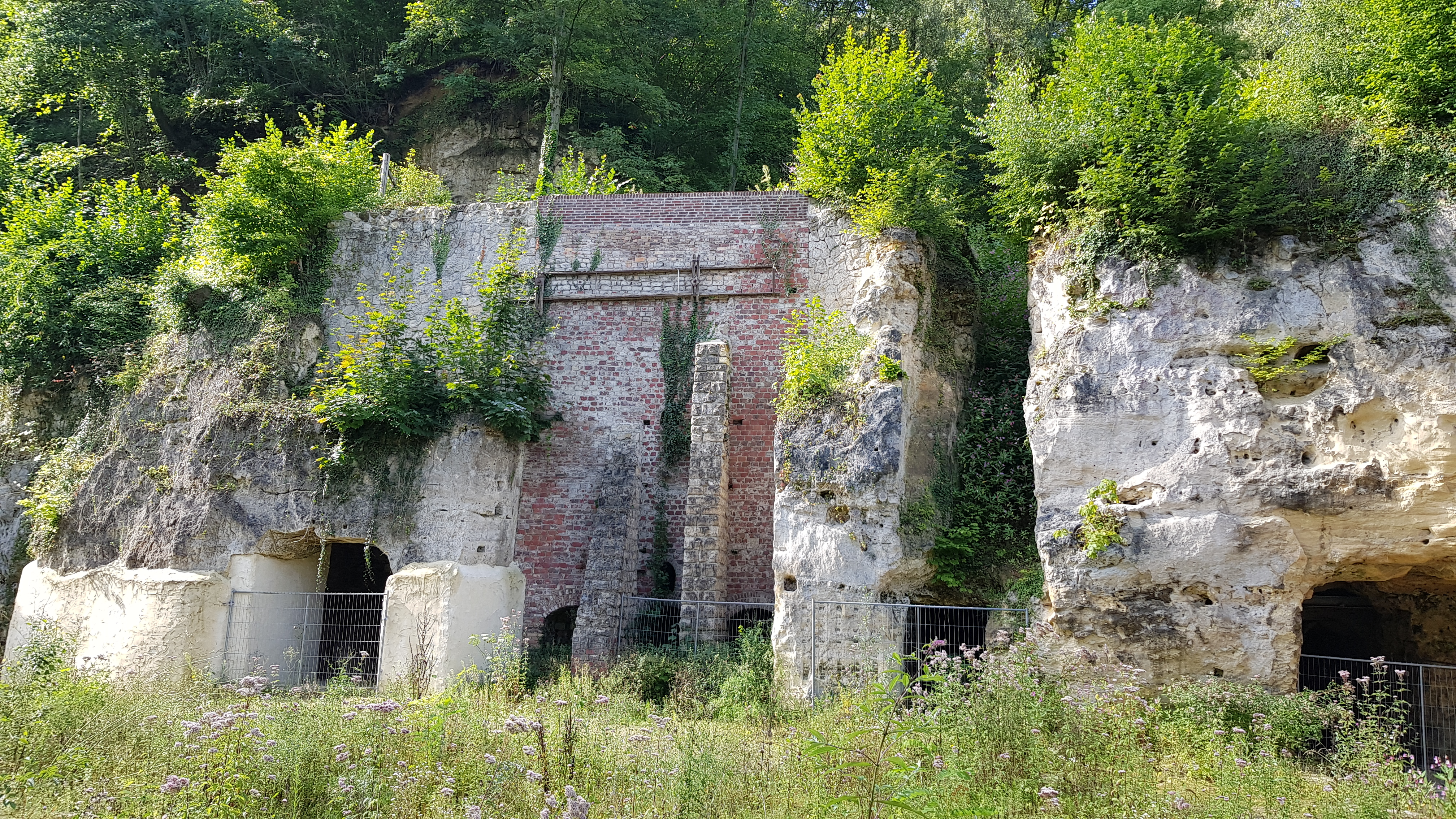

De Kalkoven bij Curfsgroeve is een kalkoven in het Geuldal in de Nederlandse gemeente Valkenburg aan de Geul in Zuid-Limburg. De kalkbranderij staat ten noordwesten van Geulhem ten zuidoosten van camping 't Geuldal nabij de weg Gemeentebroek. De oven ligt aan de noordwestkant van het Plateau van Margraten in de overgang naar het Maasdal. In de omgeving duikt het plateau een aantal meter steil naar beneden.
Direct ten oosten, westen en zuiden van de kalkoven ligt de ingang van de Groeve achter de Kalkbranderij (op gelijk vloerniveau met de weg) en direct achter de kalkoven de Groeve in de Dolekamer die hoger op de helling ligt. Op ongeveer 35 meter naar het westen ligt de Groeve westelijk van Kalkbranderij. Op ongeveer 150 meter naar het zuidoosten staat de ruïne van de Kalkoven bij ingang Curfsgroeve.
De kalk werd per spoor vervoerd richting Meerssen.

## Geschiedenis
In 1916 werd de kalkoven gebouwd. De bouw van de oven vond plaats omdat er als gevolg van de Eerste Wereldoorlog geen kalk eenvoudig uit het buitenland betrokken kon worden en er een gebrek aan gebrande kalk ontstond. De kalkoven is een van de bijna honderd ovens die er in de streek gebouwd zijn.
In de jaren 1950 was de kalkoven nog actief, maar werd daarna definitief gesloten.